# AVE 103
Az AVE 103 sorozat vagy más néven a Velaro E motorvonat a Siemens Velaro motorvonatcsalád tagja, a DB vonalain kipróbált ICE 3 továbbfejlesztett változata, Spanyolország földrajzi és éghajlati viszonyainak figyelembevételével.
A Siemens AG 26 db-ból álló villamosmotorvonat-sorozatot szállított a Spanyol Nemzeti Vasutaknak (RENFE) az új normál nyomtávú Madrid–Barcelona nagysebességű vasútvonal kiszolgálásához.
A vonat utazósebessége 350 km/h, végsebessége (pillanatnyilag) 403 km/h. A vonat a Madrid és Barcelona közötti 630 kilométeres távot 2 óra 30 perc alatt teszi meg (a régebbi menetrendek szerint ez egy 6 órás távolság volt).
A standard konfigurációjában 8 részes (8 kocsis) 200 méter hosszú szerelvény 8 MW hajtás-teljesítménnyel bír. A vonatok évente több mint 500 000 km-t tesznek meg, pontosságuk 99%-os.
A RENFE megrendelésére leszállított 26 vonat mindegyike 404 személyes, és a Preferente (első osztály) és Turista (másodosztály) mellett egy Luxusklasse Club is kialakításra került.

## Műszaki jellemzése
A Madrid–Barcelona nagysebességű vasútvonal speciális földrajzi helyzete, klímájának szélsőségességével együtt számos módosítást tett szükségessé. Madrid 600 m magasan van, éghajlata nyáron forró és száraz, a hőmérséklet 40 fok Celsius fölé is emelkedhet. A vonal 1200 m magasra emelkedik és az Alpokhoz hasonló körülmények érvényesülnek, majd a tengerszinten fekvő Barcelonát éri el, párás tengerparti éghajlattal. A nagy emelkedők, a 2,5 órás menetidő a 630 km hosszú útvonal megtételéhez szükségessé teszi a kerékkarimán mért a 8,8 MW vontatási teljesítmény biztosítását.
A vontatási berendezések elosztása - a tengelyek 50%-a hajtott - lehetővé teszi a 2,5%-os menetemelkedéshez szükséges adhéziós együttható elérését. Az ICE 3 teljesítményét 10%-kal kellett megnövelni, de ezt meg lehetett oldani azonos vontatómotorokkal, tekintettel a motorok hőkapacitásának tartalékaira. Át kellett alakítani, de csak kis mértékben, a vontatási áramátalakítók hűtési rendszerét, a fogaskerék-áttételt tekintettel a nagyobb végsebességre. A légjavító berendezéseket kocsinkénti 40 kW teljesítményre növelték.
A Madrid - Barcelona - francia határvonalat az új ETCS 2 szintű vonatellenőrzési rendszerrel látják el. Mivel a Velaro E a Madrid–Sevilla nagysebességű vasútvonalon is közlekedik az ott üzemelő SMT vonatellenőrzési rendszer alkalmazását is lehetővé kellett tenni a jármű berendezéseinél. A Velaro E pneumatikus és villamos fékkel rendelkezik, és használható a rendszerfüggetlen ellenállás fék az ICE 3-nál alkalmazott örvényáram fék helyett. A villamos féket visszatápláló üzemben is lehet alkalmazni.
Az utolsó kocsi és az átalakító kocsinak két-két hajtott forgóváza van, míg a transzformátor és a két közbenső kocsi két-két futóforgóvázzal rendelkezik. A DB gyakorlatának megfelelően, az első és másodosztályú kocsikon túl, melyeket a jelen esetben Preference és Tourist-nak neveznek, ki kellett alakítani ezeknél magasabb színvonalat képező úgynevezett Club osztályú kocsit is. Nagy hangsúlyt helyeztek az ülések mellett elhelyezett információs és szórakoztató berendezésekre is, valamint a büfészerű ellátás helyének biztosítására.
Forgalomba állítása óta a Velaro spanyol változata már több mint 10 millió kilométert futott: 2008 februárja óta 300 km/h utazósebességgel köti össze Madridot és Barcelonát, és a légi közlekedéssel való versenyben 47%-os piaci részesedést szerzett.

## Képgaléria

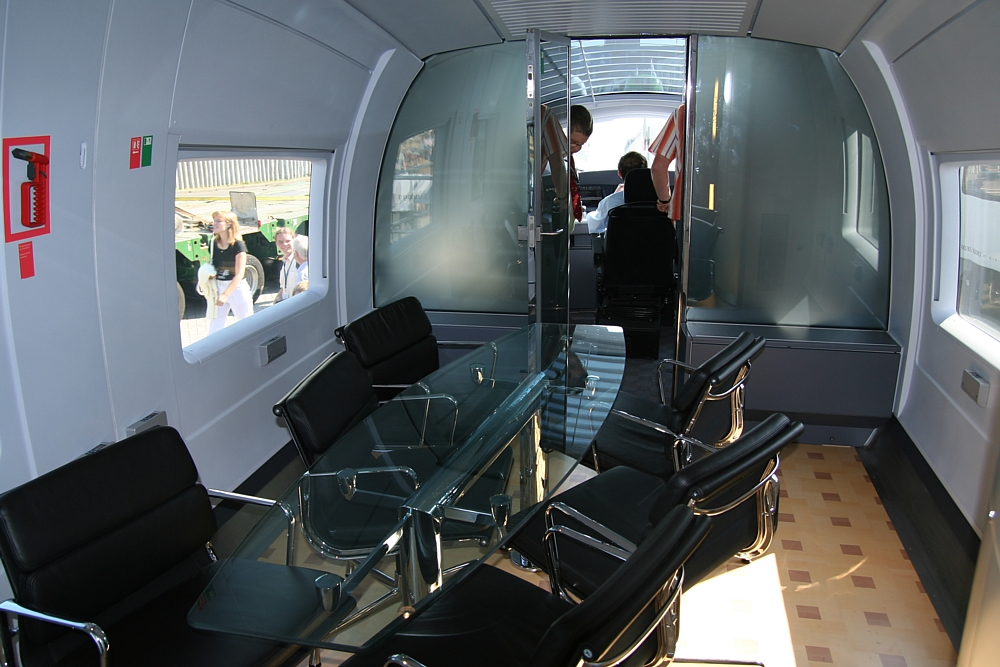
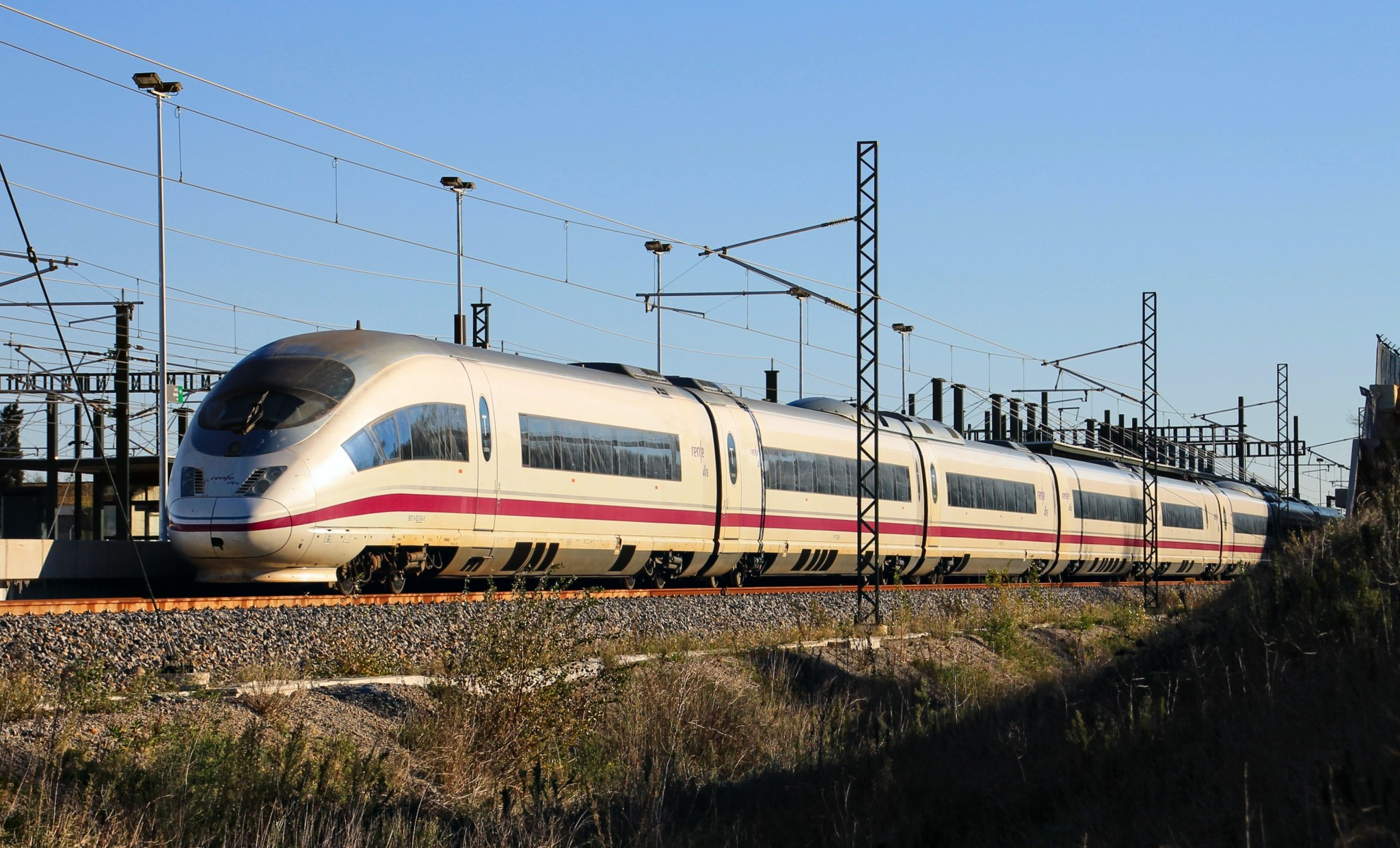
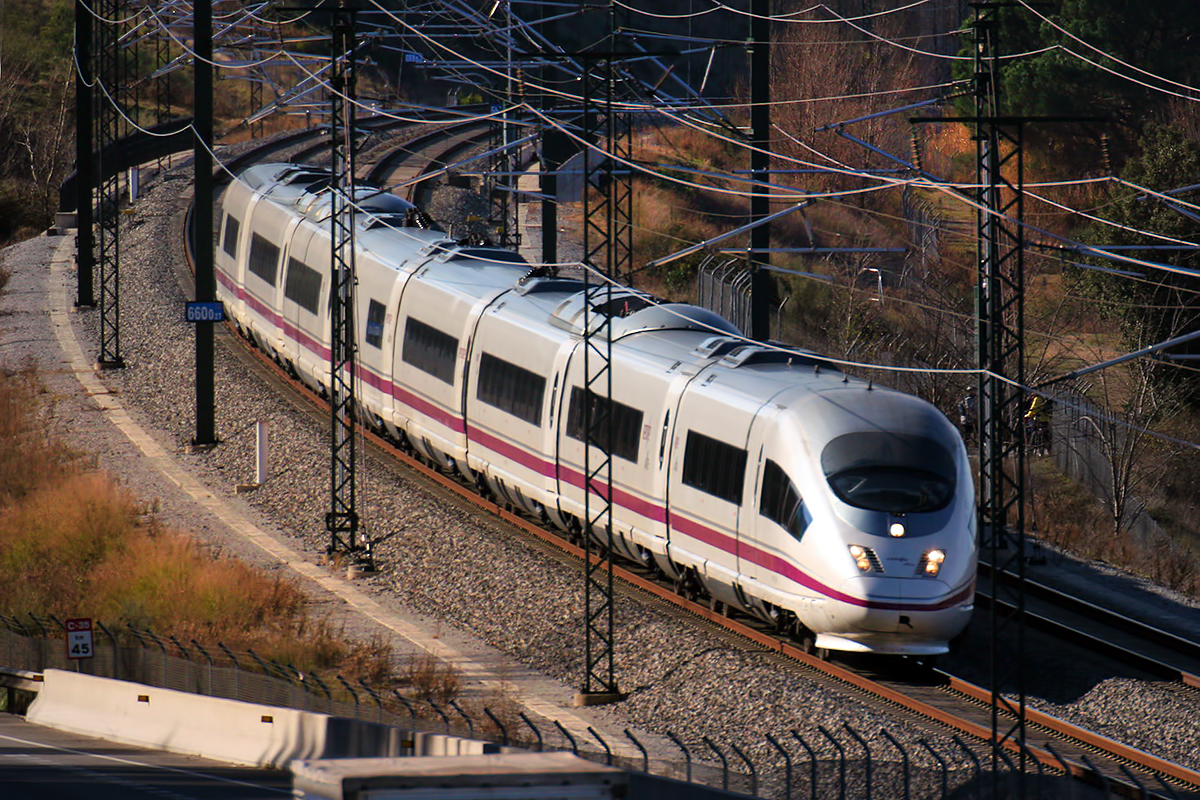
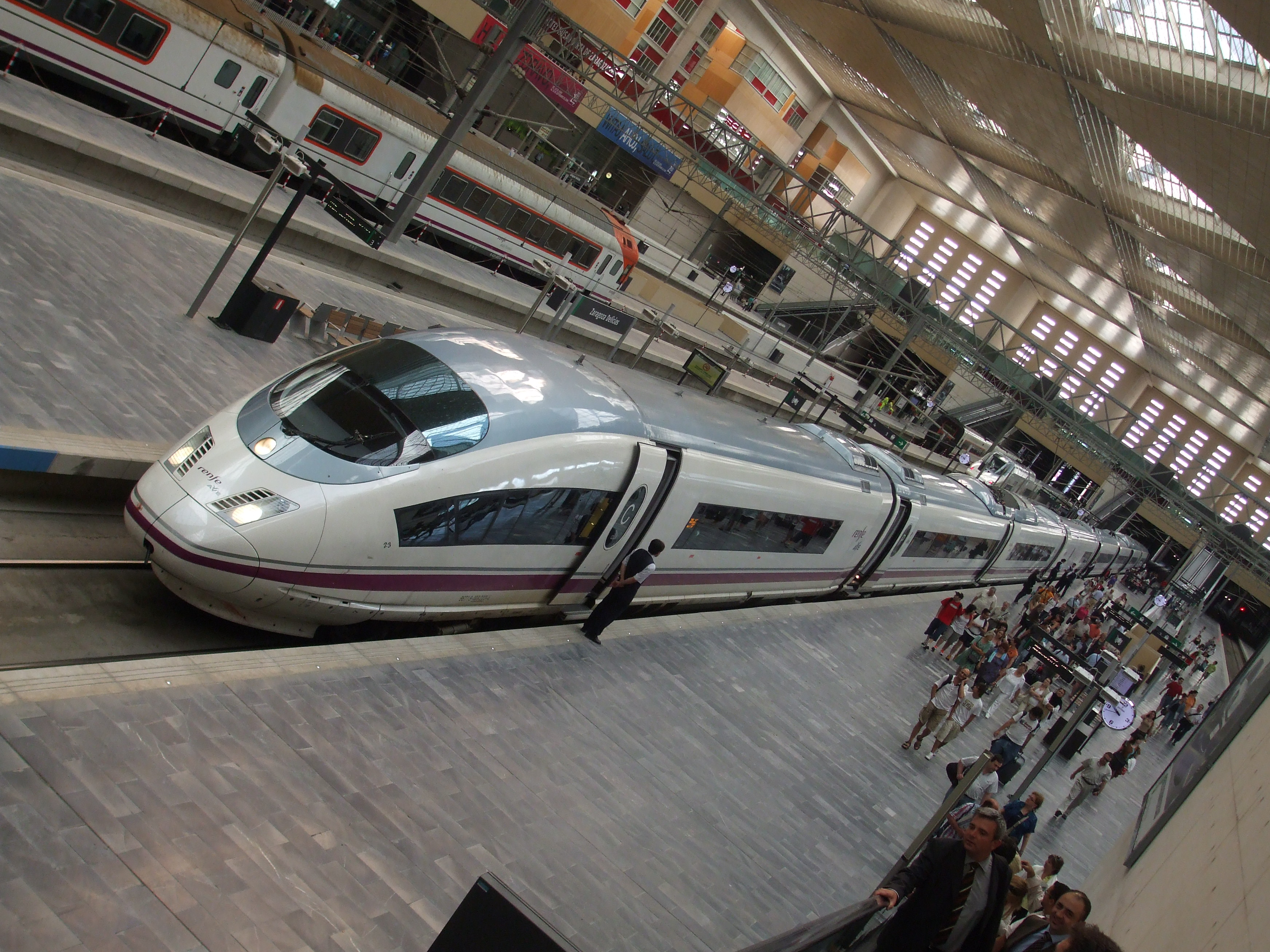
Estación de Zaragoza-Delicias állomáson
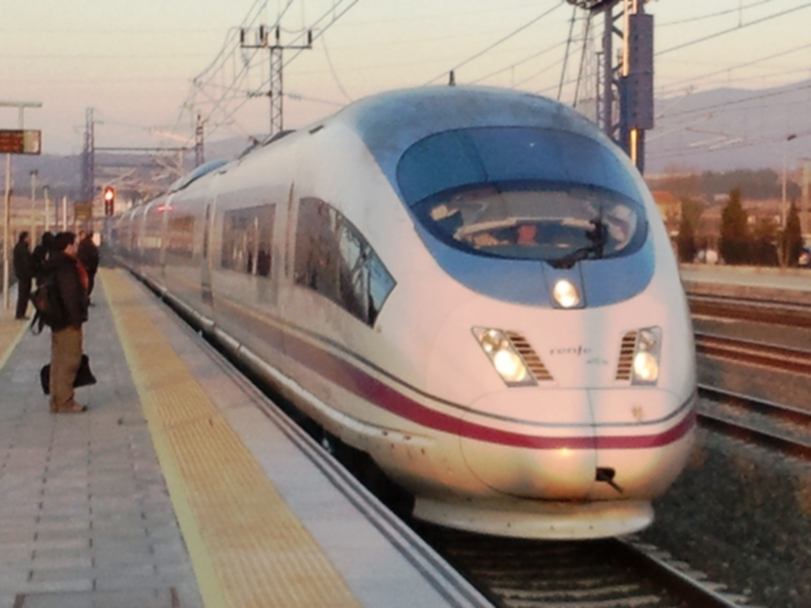
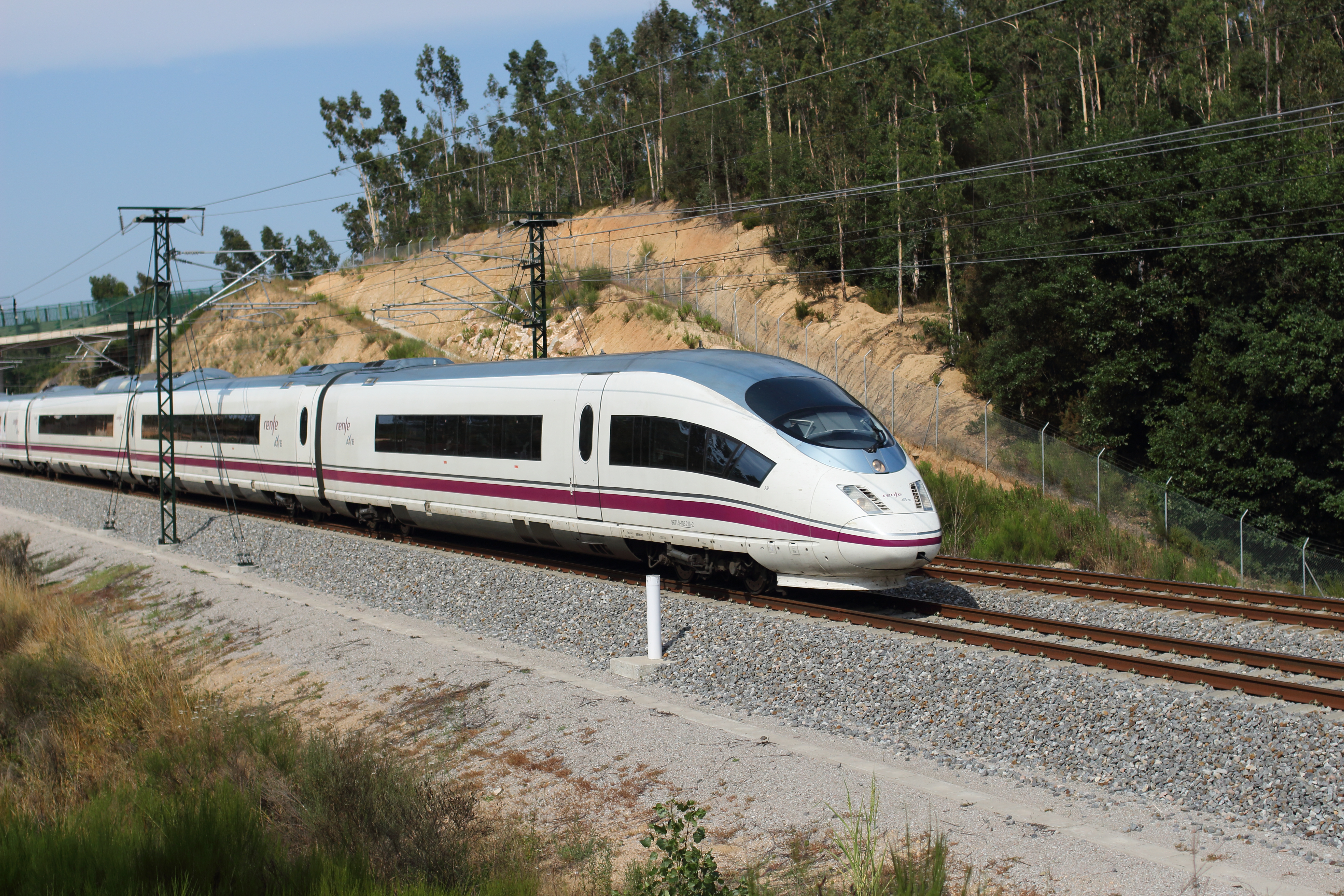
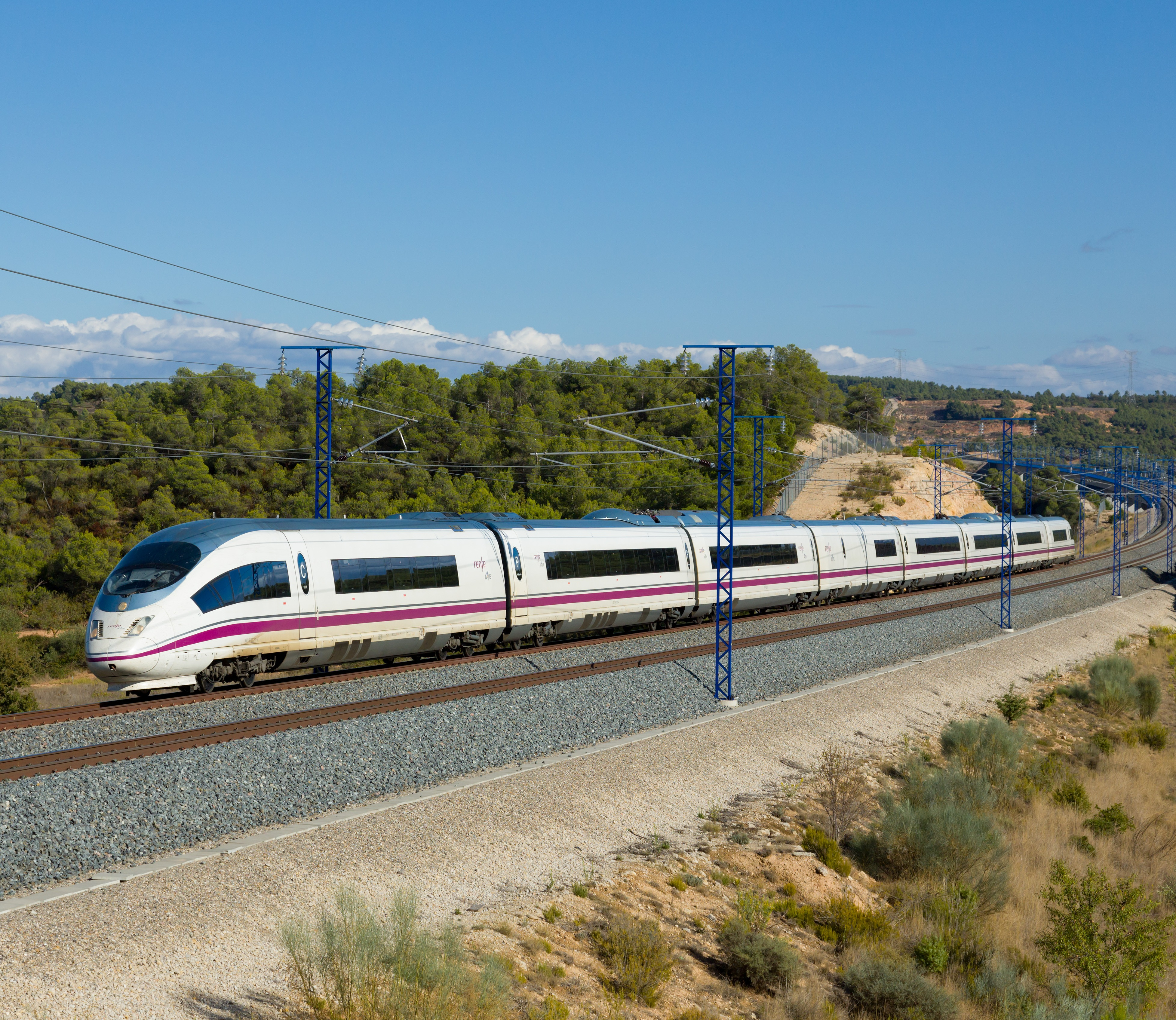
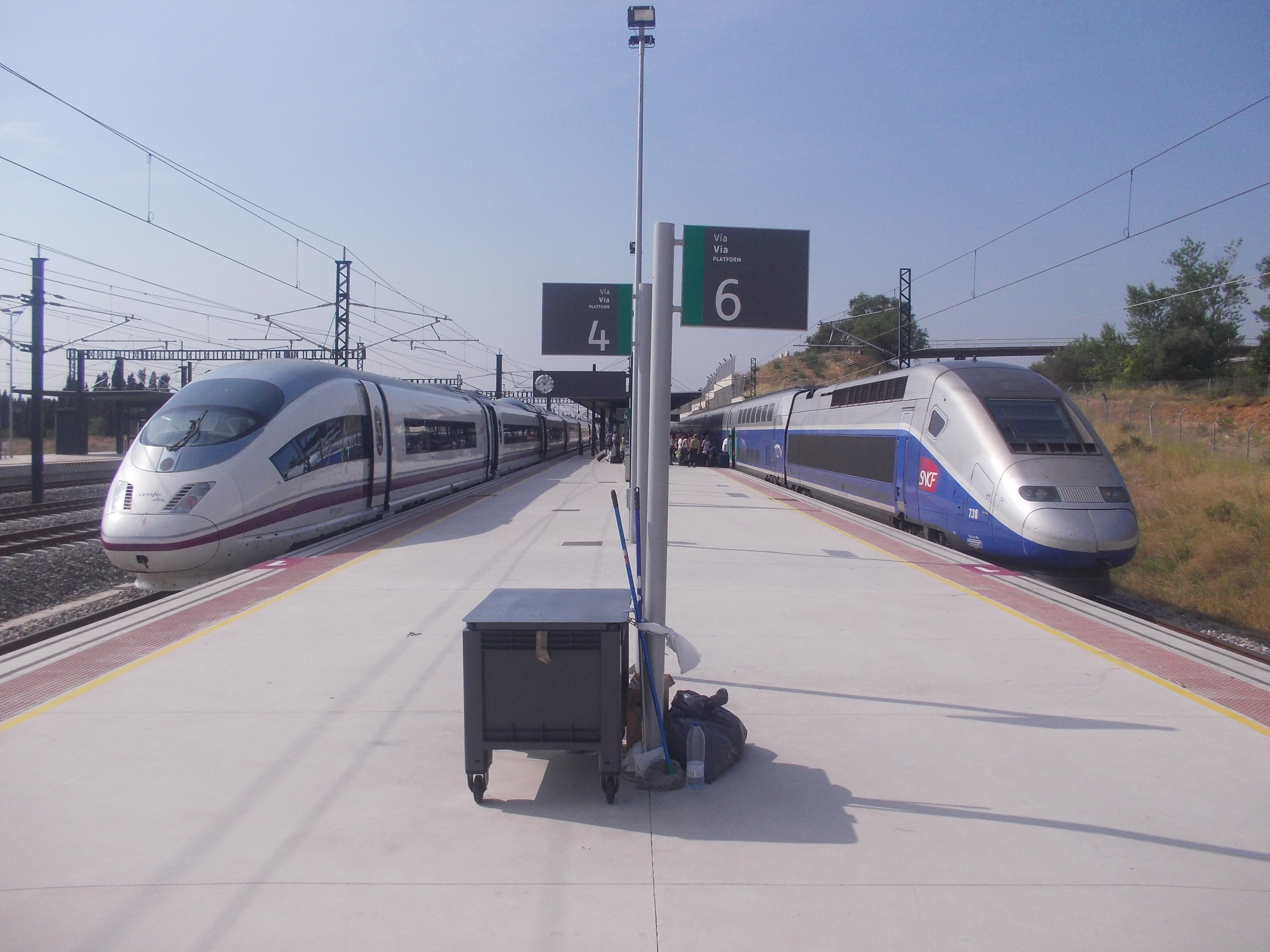
Együttállás egy TGV Duplexszel
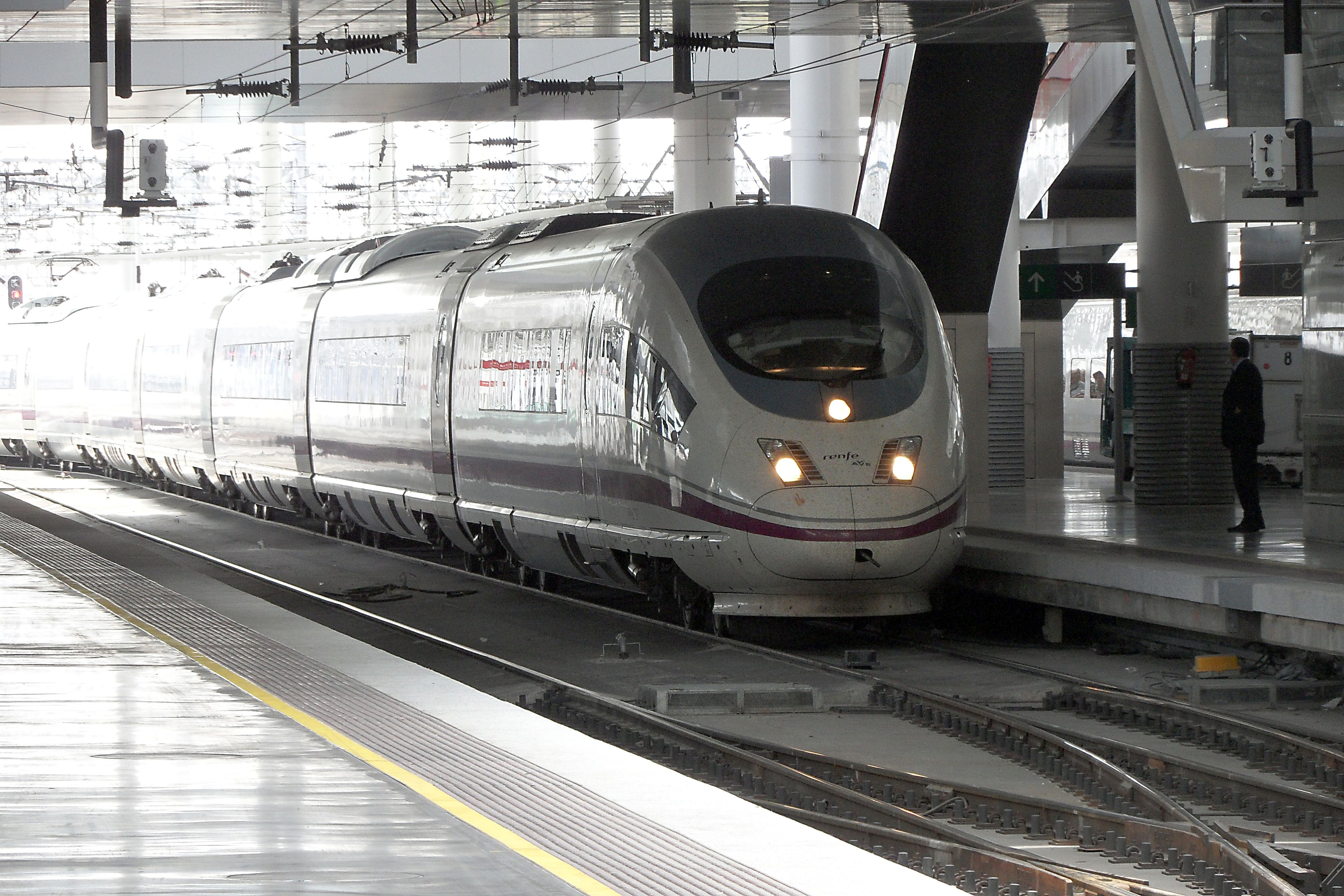
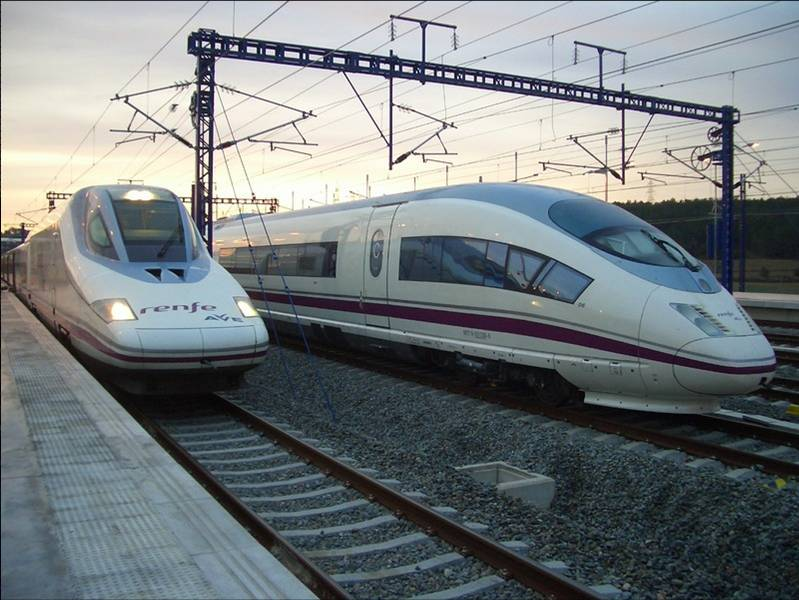